# Ruby Soho
Dori Elizabeth Prange (* 9. Januar 1991 in Edwardsburg, Michigan) ist eine US-amerikanische Wrestlerin, die unter ihren Ringnamen Ruby Soho bekannt ist. Seit September 2021 tritt sie bei All Elite Wrestling auf. 

## Wrestling-Karriere

### Free Agent (2010–2016)
Im Jahr 2010 begann sie mit Billy Roc an seiner School of Roc zu trainieren. Lovelace gab ihr Debüt für Juggalo Championship Wrestling, bei dem sie C. J. Lane besiegte. Lovelace gab ihr Debüt für Shimmer Women Athletes.

### Ohio Valley Wrestling (2012–2013)
Am 16. Mai 2012 erhielt sie ein Match bei Ohio Valley Wrestling gegen Taeler Hendrix, dieses konnte sie jedoch nicht gewinnen. Am 1. September beim OVW Saturday Night Special besiegte Lovelace Taeler Hendrix, in einem Match ohne Disqualifikation und gewann ein zukünftiges Titelmatch gegen sie. Lovelace besiegte Hendrix für die OVW Women’s Championship am 15. September, während eines Live-Events in Elizabethtown, Kentucky. Nach dem Gewinn des Titels hatte Lovelace Siege über Jessie Belle Smoothers, Epiphany, Josette Bynum und Scarlett Bordeaux. Am 14. November verlor sie den Titel an Taryn Terrell.

### Shine Wrestling (2012–2014)
Bei dem Shine 2 Event von Shine Wrestling trat sie, als Heidi Lovelace in einem Triple Threat Match an, dieses konnte sie jedoch nicht gewinnen. Über die Zeit verlor sie eine Reihe von Matches. Während Shine 16 am 24. Januar 2014 endete ihre Niederlagenserie, nachdem sie als neuestes Mitglied der von Daffney geführten „All Star Squad“ -Fraktion bestätigt worden war.

### Chikara (2013–2016)
Am 18. Mai 2013 gab sie ihr Debüt für Chikara, als sie und Saturyne am Tag World Grand Prix 2013 teilnahmen. Sie wurden jedoch in der ersten Runde von Arik Cannon und Darin Corbin eliminiert. Am 6. Dezember 2014 besiegte Lovelace, in der Pre-Show des Tomorrow Never Dies iPPV Missile Assault Ant, im Finale eines Turniers und gewann den Chikara Young Lions Cup. Sie verteidigte ihren Young Lions Cup 2015 mehrmals und blieb ein Jahr ungeschlagen.
Ebenfalls im Jahr 2015 nahm Heidi am „Challenge of the Immortals“ -Turnier teil. Sie wurde zu Dasher Hatfields Team geholt. Ihr Team führte während eines Großteils des Turniers mit Punkten, bevor es schließlich seine Punkte einbüßte, da bekannt wurde, dass Mr. Touchdown später im Turnier betrogen hatte.
Am Samstag, den 19. März 2016, erhielt sie im Mid-Atlantic Sportatorium eine Titelchance, bei der Chikara Grand Championship gegen die Wrestlerin Princess Kimber Lee. Dieses Match konnte sie jedoch nicht gewinnen.

### World Wonder Ring Stardom (2015)
Am 11. Januar 2015 gab sie ihr Debüt in Japan, für die World Wonder Ring Stardom-Promotion und arbeitete mit Act Yasukawa zusammen. Am 8. Februar forderten Lovelace, Dragonita und Envy Heisei-gun erfolglos Io Shirai, Mayu Iwatani und Takumi Iroha für die Artist of Stardom Championship heraus.

### WWE (2016–2021)

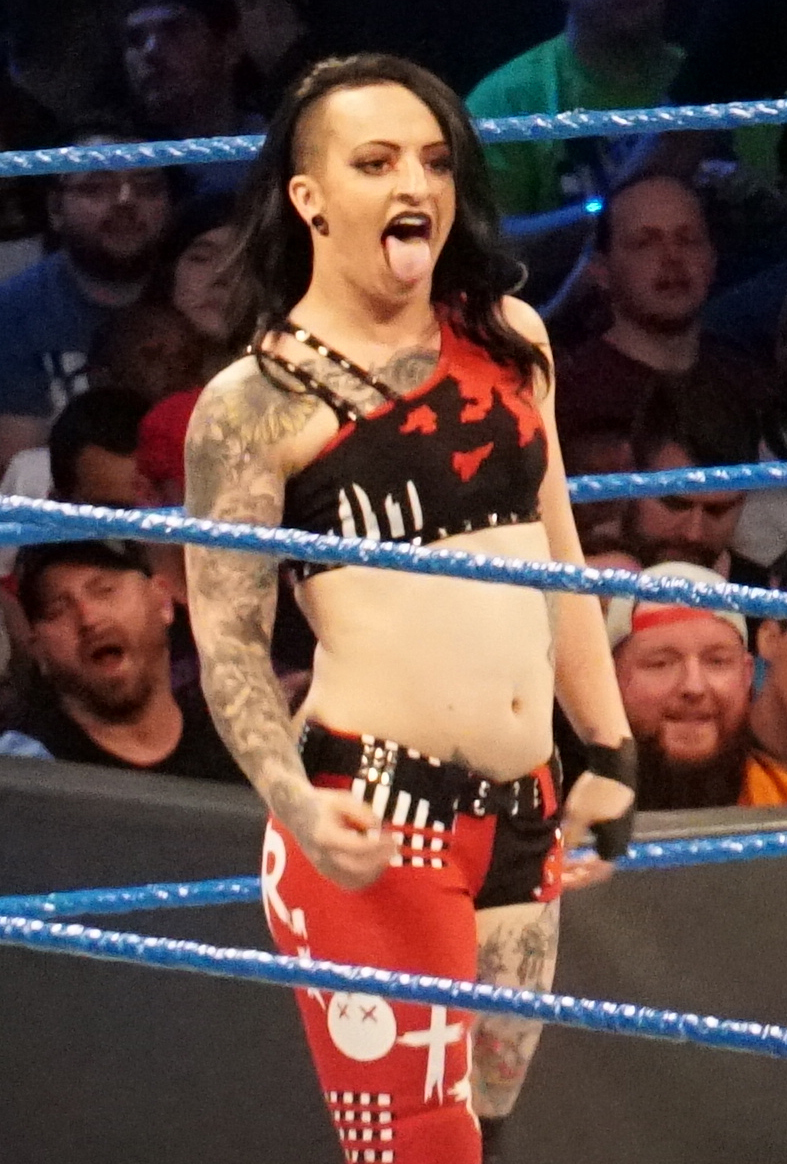
Als Ruby Riott bei WWE (2018)

Am 15. Dezember 2016 wurde berichtet, dass sie bei WWE unterschrieben hat und ihr Training im WWE Performance Center aufgenommen hat. Sie gab ihr In-Ring-Debüt am 13. Januar 2017 bei einer NXT Houseshow und verlor gegen Daria Berenato (Sonya Deville). Unter dem Ringnamen Ruby Riot, gab sie ihr Fernsehdebüt in der NXT-Folge vom 22. März und griff Nikki Cross und den Rest von Sanity zusammen mit Tye Dillinger, No Way Jose und Roderick Strong an. Am 3. Mai 2017 trat sie in einem Turnier an, um die Herausforderin für die NXT Women’s Championship zu bestimmen. Jedoch kam sie nur bis zum Halbfinale.
Am 21. November 2017 gab Riot, jetzt bekannt als Ruby Riott, in der Folge von SmackDown Live ihr Debüt neben Liv Morgan und Sarah Logan, indem sie sowohl Becky Lynch als auch Naomi angriff. Später in dieser Nacht unterbrachen sie ein Match, zwischen Charlotte Flair und Natalya und griffen beide an. In der folgenden Woche gab das Trio, das jetzt The Riott Squad heißt, sein Ringdebüt und besiegte Flair, Natalya und Naomi in einem Six Womens Tag Team Match. Am 28. Januar 2018 nahm Riott beim Royal Rumble Event am ersten Royal Rumble Match der Frauen teil, bei der sie Becky Lynch und Vickie Guerrero eliminierte, bevor sie von Nia Jax eliminiert wurde. Riott forderte Flair für den SmackDown Women’s Championship heraus, den Titel konnte sie jedoch nicht gewinnen. Es folgten über die Jahre weitere Fehden, welche sie jedoch kaum gewinnen konnten. 2019 wurde die Gruppe aufgelöst, nachdem Morgan zu Raw gedraftet worden ist. Hiernach setzte Riott verletzungsbedingt, durch eine Schulterverletzung aus.
Riott kehrte nach der Verletzung, am 3. Februar 2020 zurück und griff Liv Morgan an, was zu einem Match zwischen den beiden mit Sarah Logan, als Special Guest Referee führte. Nach WrestleMania 36 setzte Riott, ihre Fehde mit Morgan fort, wo sie in den Folgen von Raw am 20. und 27. April zweimal gegen sie verlor. In der Folge von Raw vom 13. Juli verbündete Riott sich mit Bianca Belair.
Am 12. Oktober 2020 wechselte sie durch den Draft zu Raw. Am 2. Juni 2021 wurde sie von WWE entlassen.

### Umbenennung in Ruby Soho und All Elite Wrestling (2021)
Da WWE die Rechte an dem Namen Ruby Riott besaß, ist es Prange nicht mehr gestattet, mit diesem aufzutreten. Am 18. Juni 2021 war sie zu Gast in dem Podcast Wrestling Perspective von Rancid-Sänger Lars Frederiksen, der als großer Wrestling-Fan bekannt ist. Dort gab Prange an, dass der Vorname Ruby auf dem Rancid-Song Ruby Soho beruhte und sie diesen gerne behalten würde, da sie ihren alten Namen Heidi Lovelace nicht mehr nutzen möchte, weil sie ihn nicht mag. Frederiksen bot ihr darauf an, ihren Ringnamen zu Ruby Soho zu wechseln und es ihr rechtlich möglich zu machen, den Song als Einzugsmusik zu nutzen, was Prange kurze Zeit später über ihrem Instagram-Account offiziell machte.
Nach ihrer Entlassung saß Prange ihre, für WWE übliche, 90-tägige Nichtantrittsklausel ab, welche am 31. August endete. Schon während dieser Zeit kamen Gerüchte auf, wonach Prange einen Vertrag bei All Elite Wrestling unterschrieben haben soll. Am 17. August erschien ein Video auf YouTube, wo sie mit einem Zugticket von Orlando, Florida nach New York City an einem Bahnsteig steht. Schon vorher wurden mit solchen Videovignetten mögliche Debüts bei AEW angedeutet. Beim PPV All-Out am 5. September 2021 debütierte sie als Ruby Soho in der Casino Battle Royale der Frauen und konnte diese auch gewinnen. Im dafür erhaltenen Titelmatch um die AEW Women’s World Championship unterlag sie jedoch am 22. September 2021 bei Dynamite – Grand Slam der Titelträgerin Dr. Britt Baker D.M.D.

## Titel und Auszeichnungen
- Absolute Intense Wrestling
  - AIW Women’s Championship (1×)

- All American Wrestling
  - AAW Heritage Championship (1×)

- Alpha-1 Wrestling 
  - A1 Alpha Male Championship (1×)

- Channel Islands World Wrestling 
  - World Heavyweight Championship (1×)

- Chikara
  - Chikara Young Lions Cup (1×)

- Ohio Valley Wrestling
  - OVW Women’s Championship (1×)

- Revolution Championship Wrestling
  - RCW Heavyweight Championship (1×)

- Shimmer Women Athletes
  - Shimmer Tag Team Championship (1×) mit Evie

- Sports Illustrated
  - Nummer 12 der Top-30-Wrestlerinnen 2018

- Pro Wrestling Illustrated
  - Nummer 20 der Top-50-Wrestlerinnen in der PWI der Frauen 2016